# Chapleau (Ontario)
Chapleau (offiziell Township of Chapleau) ist eine Gemeinde im Zentrum der kanadischen Provinz Ontario. Sie liegt im Nordwesten des Sudbury District und ist ein Township mit dem Status einer Single Tier (einstufigen Gemeinde).
Außer im Norden grenzen an die Gemeinde mehrere Reservate (Chapleau No. 74/Chapleau No. 75) verschiedener Völkern der First Nation, hier Gruppen der Ojibwa und der Swampy Cree (Maškēkowak/nēhinawak).
Europäische Besiedlung geht hier zurück bis 1777 als hier in der Gegend ein Handelsposten der Hudson’s Bay Company entstand. Die heutige Siedlung entstand dann 1885, als die Canadian Pacific Railway (CPR) hier eine Strecke errichtete, und erhielt 1901 einen offiziellen Status.
Von 1907 bis 1948 befand sich die von der Anglikanischen Kirche bzw. dem Department of Indian Affairs betriebene „St. John's Indian Residential School“, eine der kanadischen Residential Schools, hier in der Gemeinde.
In der Gemeinde lebt eine relevante Anzahl an Franko-Ontarier. Bei offiziellen Befragungen gaben rund 1/3 der Einwohner an französisch als Muttersprache oder Umgangssprache zu verwenden. Obwohl die Provinz Ontario offiziell nicht zweisprachig ist, sind nach dem „French Language Services Act“ die Provinzbehörden verpflichtet ihre Dienstleistungen in bestimmten Gebieten, dazu gehört auch der gesamte „Sudbury District“, zusätzlich in französischer Sprache anzubieten. Die Gemeinde selber gehört der Association française des municipalités d’Ontario (AFMO) an und fördert die französische Sprachnutzung auch auf Gemeindeebene.

## Lage
Die Gemeinde liegt nördlich der Großen Seen, etwa 225 Kilometer Luftlinie nordwestlich von Ottawa bzw. etwa 160 Kilometer Luftlinie nordnordöstlich von [[Sault Ste. Marie (Ontario)<Sault Ste. Marie]]. Die von einer ausgedehnten Seenplatte umgebenen Gemeinde liegt am Kebsquasheshing River. Dessen Hauptquellfluss ist der Chapleau River.

## Demografie
Der Zensus im Jahr 2016 ergab für die Siedlung eine Bevölkerungszahl von 1964 Einwohnern, nachdem der Zensus im Jahr 2011 für die Siedlung eine Bevölkerungszahl von noch 2116 Einwohnern ergeben hatte. Die Bevölkerung hat damit im Vergleich zum letzten Zensus im Jahr 2011 entgegen dem Trend in der Provinz stark um 7,2 % abgenommen, während der Provinzdurchschnitt bei einer Bevölkerungszunahme von 4,6 % lag. Bereits im Zensuszeitraum 2006 bis 2011 hatte die Einwohnerzahl in der Siedlung entgegen dem Provinztrend sehr stark um 10,1 % abgenommen, während sie im Provinzdurchschnitt um 5,7 % zunahm.

## Verkehr
Chapleau liegt am King’s Roads Highway 129 bzw. wenige Kilometer vom King’s Roads Highway 101 entfernt. Außerdem verläuft eine Strecke der CPR durch den Ort und in Chapleau findet sich ein Haltepunkt der von VIA Rail planmäßig bedient wird. Südwestlich der Stadtgrenzen liegt der örtliche Flughafen (IATA-Code: YLD, ICAO-Code: CYLD, Transport Canada Identifier: -) mit zwei asphaltierten Start- und Landebahnen, von denen die längere 1525 Meter Länge hat.

## Söhne und Töchter der Stadt
- Floyd Curry (1925–2006), Eishockeyspieler, -trainer und -manager
- Reijo Puiras (1952–2017), Skilangläufer
- Jason Ward (* 1979), Eishockeyspieler und -trainer